# Mikael av Tjernigov
Mikael av Tjernigov, född 1185, död 1246, var  ett ryskt helgon. Han var monark (storfurste) av Kiev mellan 1238 och 1239 och 1241 och 1243. Han var också furste av Perejaslav (1206), furste av Novgorod-Severskij (1219–1226), furste av Tjernigov (1223–1235 och 1242–1246), furste av Novgorod (1225–1226 och 1229–1230), och furste av Galizien (1235–1236). 

## Biografi
Mikael var son till Vsevolod IV av Kiev och Anastasia av Polen. Han gifte sig 1210 med Elena Romanovna av Galizien. Han blev far till bland andra Maria av Tjernigov. Vintern 1237 invaderades Ryssland av mongolerna. Rjazan brändes 21 december, och under våren 1238 brändes också städerna Kozelsk, Mosalsk och Serensk: 3 mars 1239 föll Perejaslav. Efter Perejaslavs fall flydde Mikael med sitt hov till Kamenets. Hans hustru kidnappades av Jaroslav av Suzdal, som dock överlämnade henne till hennes bror, Daniel av Galizien. 
Mongolerna tog Tjernigov 18 oktober 1239 och sände en budbärare till Kiev och erbjöd fred. Mikael avböjde dock erbjudandet, avrättade de mongoliska budbärarna och flydde till Ungern. Under hans frånvaro erövrades Kiev av Rostislav Mstislavitj och sedan snabbt av Mikaels svåger, Daniel av Kiev, som utropades till storfurste. Mikael utvisades från Ungern, och begav sig till Polen, där han mottogs av sin morbror. Han slöt sedan fred med sin svåger Daniel, som överlämnade hans hustru till honom och gick med på att återlämna Kiev. Mikael återvände dock inte till Kiev utan lät Daniels trupper hålla staden tills vidare, medan han själv reste till Daniel i Volynien. Den 6 december 1240 brändes Kiev av mongolerna, som omringat staden. 
Då Mikael hörde om Kievs fall flydde han till Polen. Han återvände till Kiev 1241, och den mongoliske befälhavaren som höll staden lät honom göra det, vilket var ett tecken på att mongolerna accepterade att han återinsattes som storfurste. Mongolerna gav 1243 befallning till alla rusiska monarker att resa till Mongoliet och förklara sig för mongolkanens vasaller. Mikael vägrade göra det och övergav därför Kiev för Tjernigov. 
Då han slutligen gjorde resan och skulle buga för khanen och dennas gudabilder för att visa sin underkastelse, vägrade han av religiösa skäl buga sig för gudabilderna. Han blev därför halshuggen, något som gjorde att han betraktades som en kristen martyr. Hans kult som helgon uppmuntrades genast av hans efterlämnade hustru och familj.